# Luci Furi Medul·lí (cònsol)
Luci Furi Medul·lí (en llatí: Lucius Furius Medullinus) va ser un magistrat romà. Era fill de Luci Furi Medul·lí Fus i formava part de la gens Fúria, de la branca dels Medul·lí, d'origen patrici.
Va ser elegit dues vegades cònsol, la primera l'any 413 aC juntament amb Aule Corneli Cos, en la qual va fer campanya contra els volscs i va conquerir la ciutat de Ferentínum. La segona l'any 409 aC juntament amb Gneu Corneli Cos, i va tornar a lluitar contra volscs i eques, en la qual va conquerir la ciutat de Carventum.